# Descendants (franchise)
Pour les articles homonymes, voir Descendant.
 Pour plus de détails, voir Fiche technique et Distribution
Descendants est une franchise médiatique de The Walt Disney Company. Elle s'inspire des personnages et des films d'animations du studio Walt Disney Pictures en mettant en scènes leurs descendants et parfois même certains personnages issus directement des films, dans des versions modernisées et alternatives.
Dans un premier temps, elle consistait principalement en une trilogie de téléfilms réalisée par Kenny Ortega et écrit par Josann McGibbon et Sara Parriott. Les téléfilms suivent alors les aventures de Mal (Dove Cameron), la fille de Maléfique ; Evie (Sofia Carson), la fille de la Méchante Reine ; Jay (Booboo Stewart), le fils de Jafar et Carlos (Cameron Boyce), le fils de Cruella d'Enfer. Elle se poursuit ensuite avec de nouveaux personnages à partir du quatrième téléfilm.
Grand succès public et critiques, la franchise est également composée d'une large ligne de produits dérivés avec notamment des costumes, des vêtements ou même des jouets. Elle dispose aussi d'adaptations via plusieurs médias avec des séries, des courts métrages mais également des livres non-fictionnel et des romans dont une série littéraire par la romancière Melissa de la Cruz, lui permettant d'étendre son univers.

## Téléfilms
La franchise est composée de :
- Descendants de Kenny Ortega, diffusé le 31 juillet 2015 sur Disney Channel.
- Descendants 2 de Kenny Ortega, diffusé le 21 juillet 2017 en simultané sur Disney Channel, Disney XD, Freeform, Lifetime, Lifetime Movies et le réseau ABC.
- Descendants 3 de Kenny Ortega, diffusée le 2 août 2019 sur Disney Channel[2].
- Descendants : L'Ascension de Red (Descendants: The Rise of Red) de Jennifer Phang, sorti le 12 juillet 2024 sur le service Disney+.
- Descendants: Wicked Wonderland de Kimmy Gatewood, prévu pour 2026 sur Disney Channel.

### Descendants(2015)
Après son mariage avec Belle, La Bête, devenu Roi, décide de réunir tout le royaume enchanté et de former les États-Unis d'Auradon mais aussi d'envoyer tous les méchants et leurs acolytes et familles sur une île sans magie et dont il est impossible de sortir : l'île de l'Oubli.
Seize ans plus tard, leur fils, le Prince Ben, est sur le point de devenir le prochain Roi et, comme première décision en tant que Roi, il décide de faire quitter l'île de l'Oubli aux enfants des quatre pires méchants du royaume pour les faire venir étudier à Auradon : Mal, la fille de Maléfique ; Evie, la fille de la Méchante Reine ; Jay, le fils de Jafar et Carlos, le fils de Cruella d'Enfer.
Maléfique en profite pour leur confier une mission : Prouver qu'ils sont aussi diaboliques que leurs parents et trouver un moyen de les faire revenir à Auradon pour se venger et prendre le contrôle du royaume.

### Descendants 2(2017)
Accablée par la pression d'une royauté où elle se doit d'être parfaite, Mal décide de renouer avec ses mauvaises origines et retourne sur l'Île de l'Oubli où son ennemie jurée, Uma, la fille d'Ursula, a pris sa place en tant que reine auto-proclamée des rues sordides de la ville.
Uma, pleine de ressentiments pour ne pas avoir été choisie par Ben afin de rejoindre Auradon avec les autres enfants de méchants, a constitué son propre groupe de descendants reclus, dont Harry, le fils du Capitaine Crochet et Gil, le fils de Gaston, afin de briser la barrière entre Auradon et l'Île de l'Oubli et libérer, une fois pour toutes, les méchants emprisonnés.
Lorsque Ben, maintenant roi d'Auradon, se rend compte du départ de Mal, il décide de partir la chercher, accompagné de Carlos, Evie et Jay. Mais ils doivent avant cela lui enseigner leurs mauvaises manières afin qu'il puisse s'infiltrer sur l'Île de l'Oubli sans être reconnu.

### Descendants 3(2019)
Mal et les descendants se rendent sur l'île de l'Oubli pour inaugurer une journée spéciale : quatre nouveaux enfants de méchants vont pouvoir rejoindre Auradon ! Cet événement rentre dans le cadre du projet du Roi Ben de faire venir vivre au sein du royaume tous les enfants de l'île.
Le jour où le groupe doit partir chercher les enfants, Ben demande Mal en mariage et cette dernière accepte, devenant la future reine d'Auradon. Cette demande rend folle de rage la princesse Audrey, qui est enfin revenue de son absence et qui désire plus que jamais se venger de Mal.
Un soir, Audrey s'infiltre dans le musée du royaume et dérobe le sceptre de Maléfique qui lui permet d'acquérir de nombreux pouvoirs magiques. Pour l'affronter, Mal et les descendants vont devoir s'allier à d'anciens ennemis pour ce dernier combat qui pourrait changer l'avenir d'Auradon.

### Descendants: L'Ascension de Red(2024)
Ce quatrième téléfilm est un spin-off se déroulant après les événements de la trilogie originale.
Il met en scène Red, la fille de la Reine de cœur, et Chloe, la fille de Cendrillon. Les deux jeunes filles s'unissent pour voyager dans le temps en utilisant la montre du Lapin blanc afin d'éviter un danger qui menace Auradon.

### Descendants: Wicked Wonderland(2026)
Un cinquième téléfilm est en cours de production. Il fera suite à L'Ascension de Red.

## Courts métrages
La franchise est composée de six courts métrages :
- Sous l'Océan : Une histoire de Descendants (Under the Sea: A Descendants Short Story) d'Hasraf Dulull et Scott Rhea, diffusé le 28 septembre 2018 sur Disney Channel.
- L'Histoire des Descendants : Vue par Audrey (Audrey's Royal Return: A Descendants Short Story) d'Oren Kaplan, diffusé le 5 juillet 2019 sur Disney Channel.
- Wicked Woods: A Descendants Halloween Story de Melissa Goodwin Shepherd, diffusé le 4 octobre 2019 sur Disney Channel.
- Descendants : Le Mariage royal (Descendants: The Royal Wedding) de Salvador Simó, diffusé le 13 août 2021 sur Disney Channel
- Wickedly Sweet: A Descendants Short Story, diffusé le 26 octobre 2024 sur Disney Channel
- Shuffle of Love: A Descendants Short Story de Gil Green, diffusé le 13 février 2025 sur Disney+ et Disney Channel

### Sous l'Océan: Une histoire de Descendants(2018)
Ce court-métrage musicale se déroule juste après les événements du deuxième volet.
Alors qu'elle vient de faire une étrange découverte dans la forêt mystique, Mal croise le chemin de la jeune Java Tremaine. Mais leurs rencontre prend vite une tournure étrange qui risque d'offrir une nouvelle confrontation avec Uma.
Il contient également un numéro musical inédit : une reprise de la chanson Stronger (What Doesn't Kill You) de Kelly Clarkson par Dove Cameron et China Anne McClain.

### L'Histoire des Descendants: Vue par Audrey(2019)
Audrey se prépare à faire son retour à Auradon et décide que c'est l'occasion pour un grand changement de look. À l'institut de beauté, elle commence à raconter les derniers événements dans sa vie et dans celles des habitants d'Auradon.
Ce court métrage de sept minutes, mettant en scène uniquement Sarah Jeffery, permet de résumer les événements des deux précédents téléfilms et d'introduire le retour d'Audrey.

### Wicked Woods: A Descendants Halloween Story(2019)
Ce court métrage est animé en stop-motion et met en scène Mal et sa bande.
Le soir d'Halloween, Mal raconte à ses amis la légende du cavalier sans tête, l'un des premiers méchants d'Auradon, qui serait perdu dans les bois de la ville et la hante depuis des centaines d'années… une légende qui pourrait s'avérer réelle.
Il contient un numéro musical inédit : la chanson Keep Your Head on Halloween par Dove Cameron.

### Descendants: Le Mariage royal(2021)
En mars 2021, Disney Channel annonce la production d'un television special animé qui se déroule après les évènements du troisième téléfilm et qui suit le mariage de Mal et Ben. Les acteurs des téléfilms prête leurs voix à leurs personnages dans ce special également dédié à la mémoire de Cameron Boyce, l'interprète de Carlos d'Enfer, décédé en 2019. L'absence de son personnage est d'ailleurs expliqué.
Il contient un numéro musical inédit : la chanson Feeling the Love interprétés par plusieurs acteurs de la franchise.

### Wickedly Sweet: A Descendants Short Story(2024)
Ce court métrage est animé en stop-motion et met en scène Red et sa bande qui font la découverte d'un livre de recette magique. Il contient une reprise de Ways to Be Wicked de Descendants 2 et Life Is Sweeter de Descendants : L'Ascension de Red.

### Shuffle of Love: A Descendants Short Story(2025)
Ce court métrage de sept minutes se déroule durant les événements de Descendants : L'Ascension de Red et met en scène Bridget qui prépare son numéro Shuffle of Love avec Red et Chloe. La chorégraphie est un succès et devient virale dans le royaume. Elle se rend ensuite au bal où les autres élèves viennent danser avec elle. Néanmoins, il s'agit en réalité d'un rêve. Quand Bridget se réveille, elle ouvre son miroir qui lui permet de voir le futur et se voit en Reine de Cœur, laissant comprendre que Red et Chloe n'ont finalement peut-être pas réussie à changer le futur.

## Séries télévisées

### School of Secrets(2015)
Avant la diffusion du premier téléfilm aux États-Unis, une web série intitulée Descendants: School of Secrets a été diffusée sur l'application Watch Disney Channel.
Elle mettait en scène une jeune fille anonyme qui filmait secrètement les élèves de Auradon pour révéler leurs secrets et se déroulait avant l'arrivée des enfants des méchants à Auradon. La série permettait d'introduire les personnages d'Auradon et mettait parfois en scènes d'autres enfants de personnages Disney comme la fille de Raiponce et Flynn Rider.

### Génération méchants(2015-2017)
Après la première diffusion du téléfilm sur Disney Channel, un teaser annonçant le lancement d'une série de shortcom d'animation en 3D adaptée du téléfilm pour le 18 septembre 2015 aux États-Unis a été diffusé.
Intitulée Descendants : Génération méchants, la série se déroule après les événements du téléfilm. La version solo de Rotten to the Core, interprétée par Sofia Carson, sert de générique à la série.
Elle raconte principalement le quotidien des filles d'Auradon, notamment Mal et Evie et leurs adaptations après les événements du couronnement.
Tous les acteurs reprennent prêtent leurs voix à leurs personnages respectifs. La série introduit aussi plusieurs nouveaux personnages : Jordan, la fille du Génie doublée par Ursula Taherian , Ally, la fille d'Alice doublée par Jennifer Veal, etc ... China Anne McClain prêtait sa voix au personnage de Freddie Facilier, la fille du Dr. Facilier, dans la première saison mais est remplacée par sa sœur Lauryn McClain, à la suite de l'obtention du rôle d'Uma.

### The Planning of the Royal Wedding(2020)
The Planning of the Royal Wedding est une shortcom d'animation se déroulant avant les événements du court-métrage Descendants: The Royal Wedding et diffusée en novembre 2020 sur Disney Channel.
Elle suit Mal et Evie en pleine préparation du mariage royale entre Mal et Ben. Dove Cameron et Sofia Carson y reprennent leurs rôles une nouvelle fois.

## Fiche technique
Sauf indication contraire, les informations mentionnées dans cette section peuvent être confirmées par la base de données cinématographiques IMDb,  présente dans la section « Liens externes ».
|                               | Film                                        | Film                                                                                      | Film                                        | Film                                                                           | Film                                                                           |
| Descendants (2015)            | Descendants 2 (2017)                        | Descendants 3 (2019)                                                                      | L'Ascension de Red (2024)                   | Wicked Wonderland (2026)                                                       |                                                                                |
| ----------------------------- | ------------------------------------------- | ----------------------------------------------------------------------------------------- | ------------------------------------------- | ------------------------------------------------------------------------------ | ------------------------------------------------------------------------------ |
| Réalisation                   | Kenny Ortega                                | Kenny Ortega                                                                              | Kenny Ortega                                | Jennifer Phang                                                                 | Kimmy Gatewood                                                                 |
| Scénario                      | Josann McGibbon et Sara Parriott            | Josann McGibbon et Sara Parriott                                                          | Josann McGibbon et Sara Parriott            | Dan Frey et Ru Sommer                                                          | Tamara Chestna, Dan Frey et Ru Sommer                                          |
| Musique                       | David Lawrence                              | David Lawrence                                                                            | David Lawrence                              | Torin Borrowdale                                                               | À venir                                                                        |
| Chorégraphie                  | Kenny Ortega et Paul Becker                 | Kenny Ortega et Tony Testa                                                                | Kenny Ortega et Jamal Sims                  | Ashley Wallen                                                                  | Emilio Dosal                                                                   |
| Société de production         | Disney Channel                              | Disney Channel                                                                            | Disney Channel                              | Disney Channel                                                                 | Disney Channel                                                                 |
| Société de production         | Bad Angels Productions et A 5678 Production | Bad Angels Productions et A 5678 Production                                               | Bad Angels Productions et A 5678 Production | Suzanne Todd Productions, Potato Monkey Productions et G Wave Productions, LLC | Suzanne Todd Productions, Potato Monkey Productions et G Wave Productions, LLC |
| Durée                         | 112 minutes                                 | 111 minutes                                                                               | 108 minutes                                 | 81 minutes                                                                     | À venir                                                                        |
| Langue originale              | Anglais                                     | Anglais                                                                                   | Anglais                                     | Anglais                                                                        | Anglais                                                                        |
| Pays d'origine                | États-Unis                                  | États-Unis                                                                                | États-Unis                                  | États-Unis                                                                     | États-Unis                                                                     |
| Lieux de tournage             | Vancouver (Canada)                          | Vancouver (Canada)                                                                        | Vancouver (Canada)                          | Atlanta (États-Unis)                                                           | Vancouver (Canada)                                                             |
| Lieux de tournage             | Montréal (Québec)                           |                                                                                           |                                             |                                                                                |                                                                                |
| Première diffusion            |                                             |                                                                                           |                                             |                                                                                |                                                                                |
| États-Unis                    | 31 juillet 2015 sur Disney Channel          | 21 juillet 2017 sur Disney Channel, Disney XD, Freeform, Lifetime, Lifetime Movies et ABC | 2 août 2019 sur Disney Channel              | 12 juillet 2024 sur Disney+                                                    | 2026 sur Disney Channel                                                        |
| France / Suisse               | 16 octobre 2015 sur Disney Channel France   | 17 octobre 2017 sur Disney Channel France                                                 | 22 octobre 2019 sur Disney Channel France   | 12 juillet 2024 sur Disney+                                                    | 2026 sur Disney+                                                               |
| Québec                        | 27 septembre 2015 sur La Chaîne Disney      | 25 novembre 2017 sur La Chaîne Disney                                                     | octobre 2019 sur La Chaîne Disney           | 12 juillet 2024 sur Disney+                                                    | 2026 sur Disney+                                                               |
| Belgique                      | 16 octobre 2015 sur Disney Channel France   | 28 octobre 2017 sur Disney Channel Belgique                                               | octobre 2019 sur Disney Channel Belgique    | 12 juillet 2024 sur Disney+                                                    | 2026 sur Disney+                                                               |
| Audience (première diffusion) |                                             |                                                                                           |                                             |                                                                                |                                                                                |
| États-Unis                    | 6,6 millions                                | 8,9 millions                                                                              | 4,5 millions                                |                                                                                |                                                                                |

## Distribution

### Personnages principaux
- Mal (Dove Cameron) : La fille de Maléfique. Mal est une jeune artiste rebelle dont le seul but est de taguer partout sur l'île de l'Oubli tout en essayant d'être aussi horrible que sa mère. Quand ils sont envoyés à Auradon, Mal est la plus réticente et veut réussir le plan de sa mère mais son attachement au Prince Ben lui joue vite des tours. Dans le troisième téléfilm, il est dévoilé qu'elle est également la fille d'Hadès.
- Evie (Sofia Carson) : La fille de la Méchante Reine. Evie aurait dû être une princesse si sa mère n'était pas aussi diabolique. Elle n'apprécie pas l'île et rêve de luxe. Passionnée par les vêtements, elle à un don pour la création. Ce don va vite lui permettre de se rendre compte qu'être princesse c'est bien, mais être une femme d'affaires à la tête de sa propre marque, c'est mieux.
- Jay (Booboo Stewart) : Le fils de Jafar. Jay est un voleur hors-pair. Sur l'île, il volait des choses pour que son père puisse les revendre. Très agile et sportif, il se fait très vite remarquer par les différentes équipes d'Auradon.
- Carlos d'Enfer (Cameron Boyce) : Le fils de Cruella d'Enfer. Carlos n'a rien d'un méchant, il est même peureux au possible, surtout des chiens, sa mère lui ayant raconté de terribles histoires sur eux. Il se plaît vite à Auradon et commence à affronter ses peurs.
- le Roi Benjamin « Ben » (Mitchell Hope) : Le fils de Belle et La Bête. Il est d'abord le prince d'Auradon mais devient le roi à la fin du premier volet. C'est lui qui est à l'origine du projet de faire venir des enfants de méchants à Auradon pour leurs donner une seconde chance.
- Uma (China Anne McClain) : La fille d'Ursula. Elle est serveuse au restaurant de sa mère sur l'île. Elle déteste Mal, surtout depuis que cette dernière a quitté l'île pour Auradon. Uma est folle de rage de devoir vivre sur une île aussi misérable alors que Mal et ses amis vivent la belle vie à Auradon, elle souhaite leur faire payer le prix fort pour ce qu'elle considère comme une trahison.
- Red (Kylie Cantrall) : La fille de la Reine de Cœur. Red est la princesse du Pays des merveilles. Néanmoins, elle ne supporte pas le régime totalitaire de sa mère et rêve de pouvoir quitter le pays et de prendre son indépendance. Elle est invitée personnellement à rejoindre Auradon par Uma quand cette dernière devient directrice d'Auradon Prep.
- Chloe Charmant (Malia Baker) : La fille de Cendrillon et du Prince Charmant. Elle a grandi dans la région de Cinderellasburg à Auradon. C'est une jeune fille intelligente, athlétique et perfectionniste mais qui peut parfois s'avérer naïve.

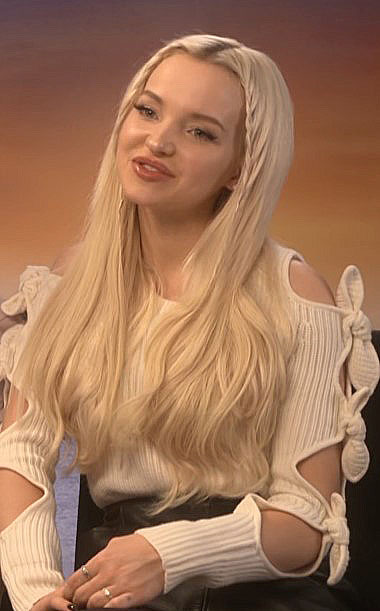
Dove Cameron interprète Mal.
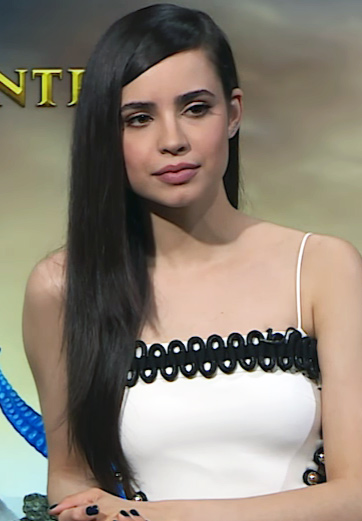
Sofia Carson interprète Evie.
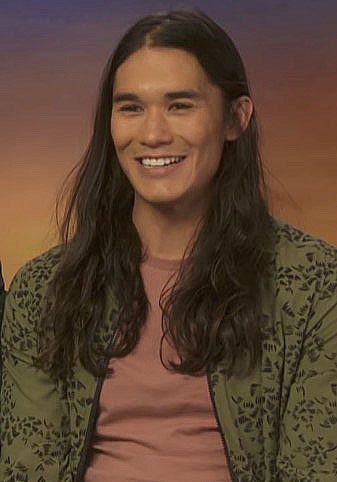
Booboo Stewart interprète Jay.
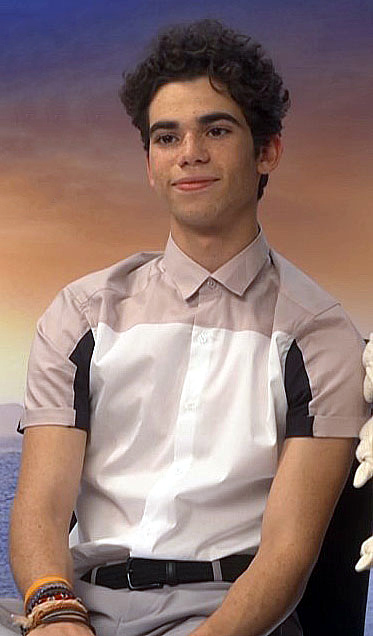
Cameron Boyce interprète Carlos.
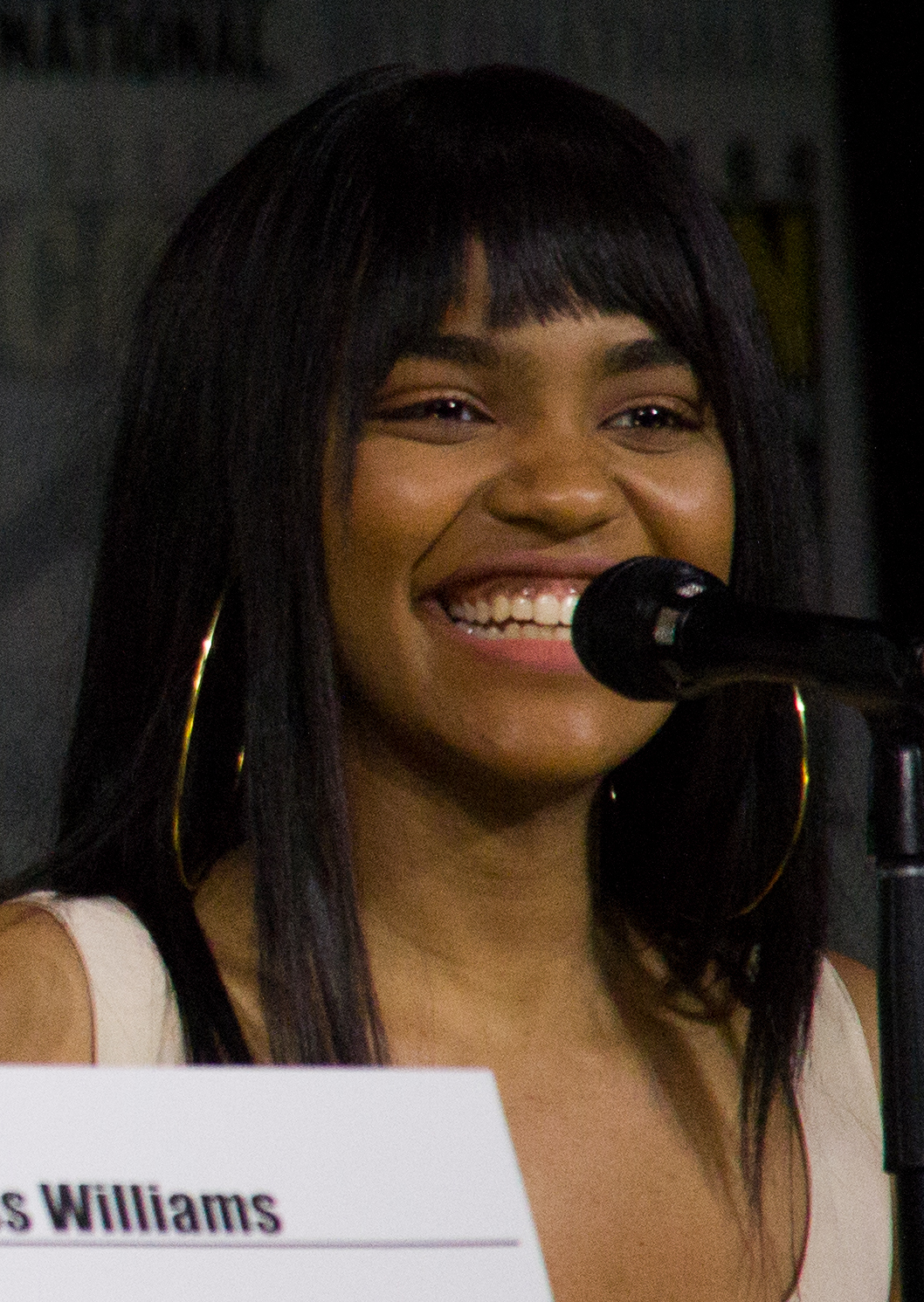
China Anne McClain interprète Uma.
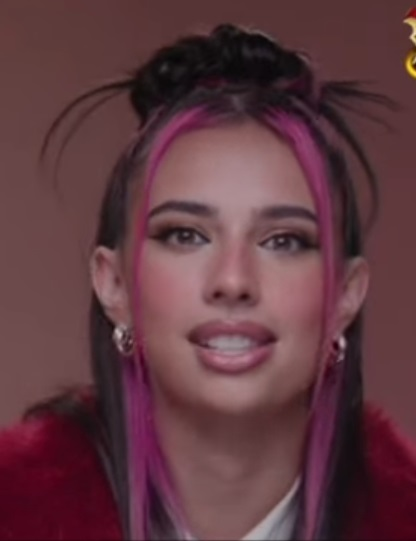
Kylie Cantrall interprète Red.
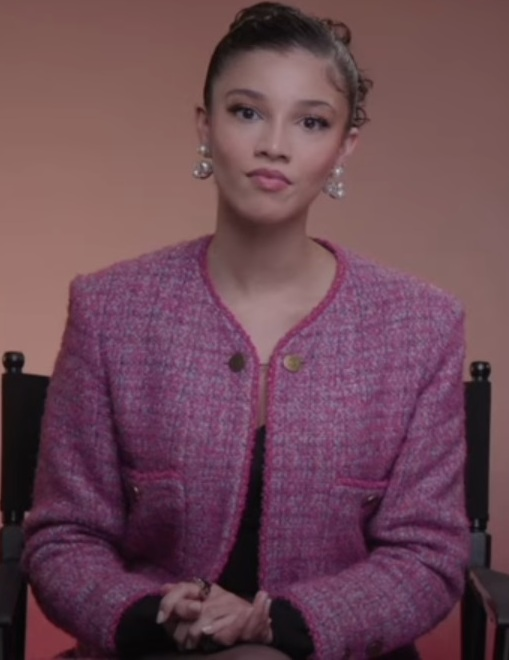
Malia Baker interprète Chloe.

### Personnages récurrents
| Personnages                   | Films               | Films                           | Films                 | Films                             | Films                    |
| Personnages                   | Descendants (2015)  | Descendants 2 (2017)            | Descendants 3 (2019)  | L'Ascension de Red (2024)         | Wicked Wonderland (2026) |
| ----------------------------- | ------------------- | ------------------------------- | --------------------- | --------------------------------- | ------------------------ |
| Fay, la Fée marraine          | Melanie Paxson      | Melanie Paxson                  | Melanie Paxson        | Melanie PaxsonGrace Narducci      | Melanie Paxson           |
| Mal                           | Dove Cameron        | Dove Cameron                    | Dove Cameron          |                                   |                          |
| Evie                          | Sofia Carson        | Sofia Carson                    | Sofia Carson          |                                   |                          |
| Jay                           | Booboo Stewart      | Booboo Stewart                  | Booboo Stewart        |                                   |                          |
| Carlos d'Enfer                | Cameron Boyce       | Cameron Boyce                   | Cameron Boyce         |                                   |                          |
| Prince / Roi Benjamin « Ben » | Mitchell Hope       | Mitchell Hope                   | Mitchell Hope         |                                   |                          |
| Prince Chad Charmant          | Jedidiah Goodacre   | Jedidiah Goodacre               | Jedidiah Goodacre     |                                   |                          |
| Jane                          | Brenna D'Amico      | Brenna D'Amico                  | Brenna D'Amico        |                                   |                          |
| Doug                          | Zachary Gibson      | Zachary Gibson                  | Zachary Gibson        |                                   |                          |
| Belle                         | Keegan Connor Tracy | Keegan Connor Tracy             | Keegan Connor Tracy   |                                   |                          |
| La Bête                       | Dan Payne           | Dan Payne                       | Dan Payne             |                                   |                          |
| Lonnie                        | Dianne Doan         | Dianne Doan                     |                       |                                   |                          |
| Princesse Audrey              | Sarah Jeffery       |                                 | Sarah Jeffery         |                                   |                          |
| Reine Leah                    | Judith Maxie        |                                 | Judith Maxie          |                                   |                          |
| Maléfique                     | Kristin Chenoweth   | (Forme animale, sans dialogues) |                       | Mars                              |                          |
| Uma                           |                     | China Anne McClain              | China Anne McClain    | China Anne McClain                |                          |
| Harry Crochet                 |                     | Thomas Doherty                  | Thomas Doherty        |                                   |                          |
| Gil                           |                     | Dylan Playfair                  | Dylan Playfair        |                                   |                          |
| Java Tremaine                 |                     | Anna Cathcart                   | Anna Cathcart         |                                   |                          |
| Camarade                      | (sans dialogues)    | Bobby Moynihan (voix)           | Bobby Moynihan (voix) |                                   |                          |
| Hadès                         |                     |                                 | Cheyenne Jackson      | Anthony Pyatt                     |                          |
| Lady Trémaine                 |                     |                                 | Linda Ko              | Julee Cerda                       |                          |
| Asticot                       |                     |                                 | Christian Convery     |                                   | Dayton Paradis           |
| Vermisseau                    |                     |                                 | Luke Roessler         |                                   | Ryan McEwen              |
| Princesse Red                 |                     |                                 |                       | Kylie Cantrall                    | Kylie Cantrall           |
| Princesse Chloe Charmant      |                     |                                 |                       | Malia Baker                       | Malia Baker              |
| Bridget, la Reine de Cœur     |                     |                                 |                       | Rita OraRuby Rose Turner          | Rita Ora                 |
| Ella / Cendrillon             |                     |                                 |                       | Brandy NorwoodMorgan Dudley       | Brandy Norwood           |
| le Prince Charmant            |                     |                                 |                       | Paolo Montalban (en)Tristan Padil | Paolo Montalban (en)     |
| le Chapelier Maddox           |                     |                                 |                       | Leonardo Nam                      | Leonardo Nam             |

## Discographie
Descendants étant une franchise musicale, plusieurs albums furent édités par Walt Disney Records :
- Descendants : Bande originale du premier volet, éditée le 31 juillet 2015.
- Descendants 2 : Bande originale du deuxième volet, éditée le 21 juillet 2017.
- Descendants 3 : Bande originale du troisième volet, éditée le 2 août 2019.
- Descendants Remix Dance Party: A Disney Channel Music Event : Album contenant les chansons de l'émission spéciale Descendants Remix Dance Party, diffusée sur Disney Channel, édité le 3 avril 2020.
- Descendants: Music from Descendants Original Score : Album contenant les compositions de David Lawrence pour les trois premiers téléfilms, édité le 20 novembre 2020.
- Music from Descendants : Un vinyle coloré contenant une sélection de treize chansons issues des trois premiers téléfilms, édité le 26 avril 2024.
- Descendants: The Rise of Red : Bande originale du quatrième film, éditée le 12 juillet 2024[9].

## Univers étendu

### Romans
En plus des novélisations des téléfilms, des petits romans issus de Génération méchants et des livres comme Le grimoire de Mal, Secrets et sortilèges, etc ... une série écrite par Melissa de la Cruz a été publiée.
Plusieurs personnages issus de films Disney apparaissent ou sont cités dans les romans comme le sorcier Yensid de Fantasia, Ursula de La Petite Sirène, le Seigneur des Ténèbres de Taram et le Chaudron magique, etc ... Certains sont devenus professeurs sur l'île, d'autres possèdent des commerces et le reste continue simplement leurs vies.

#### SérieL'Île de l'Oubli

##### L'Île de l'Oubli(2015)
Ce premier roman de Melissa de la Cruz se déroulant avant les événements du premier téléfilm. Il permet d'introduire Mal et sa bande et d'expliquer leurs rencontre.
Il y a vingt ans, La Bête, devenu Roi, décide de réunir tout le royaume enchanté et de former les États-Unis d'Auradon. Il décide aussi de bannir tous les méchants, leurs acolytes et leurs familles du royaume et de les envoyer sur une île sans magie et dont il est impossible de sortir : l'île de l'Oubli.
La vie sur l'île est sinistre et monotone. C’est un endroit sale, qu’on laisse pourrir et oublié du reste du monde. Cependant, dans les profondeurs de la mystérieuse « Forteresse Interdite », un œil de Dragon est caché et serait la clé de leur liberté. Cela ne va pas échapper à Mal, la fille de Maléfique ; Evie, la fille de la Méchante Reine ; Jay, le fils de Jafar et Carlos, le fils de Cruella d'Enfer.

##### Retour sur l'île de l'Oubli(2016)
Ce second roman de Melissa de la Cruz se déroulant entre le premier et le second téléfilm.
Après avoir vaincu Maléfique lors du couronnement de Ben. Mal, Evie, Jay et Carlos ont été acceptés une bonne fois pour toutes par les habitants d'Auradon, même s'ils ont encore parfois un peu de mal à se faire à leurs nouvelle vie de héros.
Mais un jour, ils sont invités en secret à retourner sur l’Île de l'Oubli et Mal et ses amis décident d'y retourner. Mais tout n’est pas exactement comme dans leurs souvenirs. Le danger rôde, et ils vont rapidement devoir unir leurs talents afin de sauver le royaume d’une nouvelle menace, plus sombre et plus mystérieuse encore que les précédentes.

##### L'Île de l'Oubli se rebelle(2017)
Ce troisième roman de Melissa de la Cruz se déroule après le second roman et avant le second téléfilm. Il permet d'introduire le personnage d'Uma.
Le trident du roi Triton a traversé la barrière magique qui protège Auradon et se retrouve sur l’Île de l’Oubli. Quand cette rumeur parvient jusqu’à Uma, elle n’en croit pas ses oreilles. Elle va devoir s’entourer de sa bande de pirates pour mettre en place un plan diabolique.
Lorsque Mal, Evie, Carlos et Jay apprennent que le trident a été égaré, ils comprennent qu’il leur faut à tout prix le retrouver

##### Panique sur l'Île de l'Oubli(2019)
Ce quatrième roman de Melissa de la Cruz se déroule entre le second et le troisième téléfilm. Il permet de comprendre comment Uma et Hadès se sont rencontrés.
Depuis le combat avec Uma, Mal et sa bande retournent régulièrement sur l'île pour trouver d'autres enfants à ramener à Auradon. Cette fois-ci, ils veulent essayer de faire venir Celia, la fille du Dr Facilier.
De son côté, Uma est plus prête que jamais à se venger, quand elle découvre le repères d'Hadès, une alliance diabolique commence alors à se former.

##### Beyond the Isle of the Lost(2024)
Ce cinquième roman de Melissa de la Cruz se déroule avant les événements de Descendants : L'Ascension de Red. Il introduit le personnage de Red et son univers.

### Clips hors-série

#### Genie in a Bottle
En 2016, Dove Cameron reprend le rôle de Mal le temps d'un clip vidéo se déroulant dans l'univers de franchise.
La chanson est une reprise du single Genie in a Bottle de Christina Aguilera et se déroule dans la lampe de Jordan, personnage de Génération méchants qui fait une rapide apparition dans le clip.

#### Audrey's Christmas Rewind
En décembre 2019, Sarah Jeffery reprend le rôle d'Audrey et Jadah Marie celui de Celia Facilier le temps d'un clip vidéo autour de la fête de Noël.
Dans ce clip, les deux jeunes filles résument leurs année et se confessent sur ce qu'elles ont fait de mal avant le jour des cadeaux.

### Jeux vidéo
En plus des mini-jeux disponible sur le site internet de la chaîne, la franchise a été adaptée en jeu-vidéo sur tablette et smartphone. Développé par WayForward et édité par Disney Interactive, le jeu vous met dans la peau d'un nouvel élève à Auradon. Il intègre aussi quelques personnages de la série dérivée Descendants : Génération méchants.
Disney Interactive a aussi édité une version Descendants de son jeu Disney Karaoké sur tablette et smartphone.
Un jeu de société a aussi été édité en 2016 par l'éditeur Educa.

## Comédie musicale
En février 2020, Music Theatre International, qui gère les licences théâtrales de plusieurs comédies musicales de Walt Disney Theatrical Productions, commence à proposer les droits d'utilisation d'une comédie musicale Descendants à destination des troupes amateurs jeunesse ou scolaire via la collection Disney Channel On Stage. Cette adaptation suit l'intrigue du premier téléfilm mais utilise des éléments des suites et de la série d'animation Génération méchants. Le livret a été écrit par Nick Blaemire, les musiques additionnelles composées par Madeline Smith et l'orchestration par Matthew Tishler.

## Tournée
En août 2024, Disney annonce une tournée américaine avec certains acteurs de Descendants : L'Ascension de Red et des acteurs de la franchise Zombies intitulée Descendants/Zombies: Worlds Collide Tour. Cette tournée, qui commence en 2025, utilise des chansons issues des films des deux franchises.